# Vyacheslav Senchenko
Viacheslav Senchenko (en russe : Вячеслав Владимирович Сенченко ; en français : Viatcheslav Vladimirovitch Sentchenko) est un boxeur ukrainien, né le 4 décembre 1977 à Krementchouk, en RSS d'Ukraine.

## Carrière
Il devient champion du monde régulier WBA des poids welters le 10 avril 2009 en dominant aux points Yuriy Nuzhnenko puis champion à part entière le 21 mai 2010 à la suite de la destitution de Shane Mosley. Senchenko conserve sa ceinture le 30 août en battant Charlie Jose Navarro puis le 26 août 2011 par arrêt de l'arbitre au 6e round face à Marco Antonio Avendano. Il est en revanche battu au 9e round par l'américain Paul Malignaggi le 29 avril 2012.